# Pyrrhia suffusa
Pyrrhia suffusa là một loài bướm đêm trong họ Noctuidae.